# Bohumil Šťastný
Bohumil Šťastný (15. června 1905, Praha – 15. června 1991, Praha) byl český magazínový fotoreportér, zakladatel fotografického žurnalismu. Jeho doménou byly zejména fotoeseje, vytvářel však také zátiší, portréty, snímky architektury a reklamy. Ve třicátých letech byl průkopníkem práce s barevnou fotografií. V experimentální tvorbě využíval od 20. let fotomontáž, vícenásobnou expozici i optickou deformaci obrazu. Jeho pohled na svět měl o poznání klasičtější formu než u jeho slavnějších kolegů Karla Hájka či Václava Jírů, plně však vyhovoval potřebám zpravodajství v prvorepublikových ilustrovaných magazínech. Avantgardní postupy uplatnil i v reklamní tvorbě.

## Život
Šťastný se vyučil fotografem na Státní grafické škole v Praze, po zakončení studií vytvářel fotosky pro filmové ateliéry AB Barrandov a Kavalírka. Od roku 1926 byl interním redakčním fotografem týdeníku Pestrý týden, který vydával Grafický závod V. Neubert a synové. Větší část své tvorby publikoval pod anonymním označením Foto Pestrý týden. V redakci spolupracoval s novinářkou Milenou Jesenskou, grafikem V. H. Brunnerem, Adolfem Hoffmeisterem, Bohumilem Markalousem a vydavatelem Karlem Neubertem z Grafických závodů V. Neubert a synové. Časopis se snažil o vystříhání jakékoliv stranickosti a zájmové jednostrannosti. Převažujícím trendem byla podpora kladného postoje k životu a propagace jeho moderních aspektů (práce, celospolečenské události, móda, sport, motorismus atd.) Bohumil Šťastný současně dokumentoval pražskou kulturní scénu, zejména výstavy S.V.U. Mánes, Umělecký besedy a dalších spolků. V roce 1928 mimo jiné nasnímal různé záběry z lékařského prostředí (lidské plody, detaily hlav mrtvých a pro fotokvíz experimentoval i s optickou deformací tváře, hraničící s karikaturou. Od té doby ho zajímaly i variace lidské tváře (půlené portréty apod., viz také Skryté podoby Jiřího Davida). Ve stejné době vznikla také jedna z nejradikálnějších kompozic - fotografie Hráči karet focená na vltavském nábřeží. Série snímků, pořízená odrazem v chromovaných plochách chirurgických nástrojů, vznikla v operačním sále profesora Arnolda Jiráska a byla nejdříve publikována v domovském týdeníku (1928) a o rok později vystavena na legendární výstavě Film und Foto ve Stuttgartu.
Šťastný pořizoval v zařízeném fotoateliéru reklamní fotografie pro vlastní časopis a širokou škálu zákazníků jako byli například Poldi Kladno, Vítkovické železárny, obchodní domy, Jawa, cestovní kanceláře, Moravská banka, atd.
Bohumil Šťastný si osvojoval technologické novinky, zkoušel různé postupy a materiály fotografie v přirozených barvách: Autochrom Lumière, pinatypii, Uvachrom, Duxochrom, Kodacolor, Kodachrome, Agfacolor, Anaco a další. Na konci třicátých let na Podkarpatské Rusi pořídil barevné snímky lidových krojů a architektury. Za druhé světové války fotografoval korunovační klenoty. Reprodukoval také výtvarná díla pro nakladatelství Orbis, Melantrich a dalších, kteří tiskli u Neubertů.
Období druhé světové války znamenalo úpadek pro Pestrý týden, který ukončil svou činnost v květnu 1945. Šťastný dělal mikrofilmy pro zahraniční odboj. Touto cestou byla informována československá vláda v Londýně a Angličané o pozicích odpalovacích raket V1. Po více než dvaceti letech vzpomínal na svou práci takto:
| „                 | Každý věděl, že když se řekne, že pracoval u Neubertů, že to má váhu. Zaměstnanec se dobře oblékal, bydlel, jedl, miloval, stranil kultuře a sportu - jedním slovem: Přičiňoval se. | “ |
| — Bohumil Šťastný | |   |

Šťastný se aktivně účastnil Pražského povstání, fotograficky dokumentoval jeho severní úsek v Ďáblicích. Tyto fotografie byly vystaveny na výstavě Pražské povstání a roku 1946 je otiskl László Moholy-Nagy v knize The New Vision.
Bohumil Šťastný byl členem Českého fotografického spolku, v letech 1932-1948 byl jeho předsedou, v letech 1945-1948 odborně zastupoval časopis Fotografie své experimenty z dvacátých let (optická deformace obrazu, půlené portréty) vydal roku 1947 v publikaci Zvětšování a vše, co s tím souvisí. Ke Spoustově básnické sbírce nafotografoval výrazné akty. Do roku 1965 své dlouholeté zkušenosti uplatnil jako učitel na Státní průmyslové škole grafické v Praze. Zemřel v Praze 15. června 1991.
V roce 2008 věnovaly Uměleckoprůmyslovému muzeu v Praze umělcovy dcery Blanka a Věra řadu jeho děl.